# Partido Nacional de Centro
El Partido Nacional de Centro (National Centre Party) fue un partido político irlandés fundado en 1932 por los cuatro diputados del Partido de los Granjeros y algunos independientes. Entre los principales líderes estaban Frank MacDermott, diputado por Roscommon y James Dillon, hijo de John Dillon, último líder del Partido Parlamentario Irlandés. En las elecciones al Dáil Éireann de 1933 obtuvo 11 escaños y participó en un gobierno de coalición con el Fianna Fáil.
En septiembre de 1933 se unió al Cumann na nGaedhael y al Army Comrades Association (más conocidos como Blueshirts) para fundar el Fine Gael. Algunos diputados no aceptaron la unión y continuaron como independientes. Y aunque Frank MacDermot fue nombrado vicepresidente del partido, difirió en algunas de las decisiones de su partido, como la aceptación de la entrada de Irlanda en la Commonwealth, dimitió y continuó en las elecciones como independiente.

## Elecciones parlamentarias
| Elección | Votos   | Votos           | Votos | Escaños | Escaños | Posición | Gobierno  |
| Elección | #       | %               | ± pp  | #       | ±       | Posición | Gobierno  |
| -------- | ------- | --------------- | ----- | ------- | ------- | -------- | --------- |
| 1933     | 126.909 | \| \| 9.15 % \| | 8,2   | 11/153  |         | 3.º      | Oposición |
|          | 9.15 %  |                 |       |         |         |          |           |